# 三甲酰胺
三甲酰胺是一种有机化合物，为新型的甲酰化试剂，化学式为C3H3NO3。它可由二甲酰氨基钠和卤化试剂（如三氯化磷、氯化亚砜等）在乙腈中于低温反应得到。它可以和酚在二甲酰氨基钠或三氟甲磺酸镨的催化下反应，生成芳基甲酸酯。